# Wechselkosten
Wechselkosten (englisch switching costs) sind in der Wirtschaft diejenigen Transaktionskosten oder Nachteile, die einem Käufer durch Wechsel zu einem anderen Verkäufer entstehen.

## Allgemeines
Käufer können Unternehmen oder Privathaushalte sein, Verkäufer sind die Lieferanten oder Zulieferer. Oft haben die Verkäufer ein Interesse daran, im Rahmen der Kundenbindung ihre Käufer dauerhaft an sich zu binden, indem sie Hürden aufbauen, die einen Wechsel zur Konkurrenz verhindern sollen. Die Geschäftsbeziehung soll um jeden Preis aufrechterhalten bleiben. Der Begriff der Wechselkosten tauchte 1980 erstmals bei Michael E. Porter auf, der sie als einmalige Kosten beschrieb, die den Käufer treffen, wenn er vom Produkt eines Lieferanten zum vergleichbaren Produkt eines anderen wechselt. Später gab es die Ausdehnung auch auf Wechselkosten bei Dienstleistungen.

## Arten
Folgende Wechselkosten können entstehen:
- Geldliche Wechselkosten
  - Suchkosten sind der Aufwand für die Suche nach einem anderen Produkt, welche als Informationskosten die Ungewissheit über eine neue Geschäftsverbindung vermindern sollen.
  - Transaktionskosten im Bankwesen (Vorfälligkeitsentschädigung bei vorzeitiger Kreditablösung, Kosten der Übertragung von Kreditsicherheiten).
  - Investitionskosten entstehen beim Ersatz von Investitionsgütern für die Nutzung des neuen Produkts (Sunk Costs).
  - Lernkosten sind die Kosten für das Erlernen von Funktion und Eigenschaften eines neuen Produkts.
  - Künstliche Wechselkosten können eingebaut werden, etwa die Kosten der Vertragsbindung (Vertragsstrafen).
  - Opportunitätskosten bestehen aus dem entgangenen Nutzen des bisherigen Produkts.
  - Verlust von Guthaben (Bonussysteme wie Vielfliegerprogramme) oder Treuerabatten.
- Nicht monetäre Wechselkosten
  - Lange Kündigungsfristen verhindern die frühzeitige Beendigung eines Dauerschuldverhältnisses.
  - Verlust der Kompatibilität mit der bestehenden Ausrüstung (Rasierapparat und Scherblatt).
  - Entfallende oder verschlechterte Präferenzen (persönliche Präferenzen: vertrauensvolle Beratung fehlt, sachliche: der Nutzwert verschlechtert sich, zeitliche: keine kurze Lieferfristen mehr).

Aus den Wechselkosten ergibt sich der Lock-in-Effekt. Je höher die Wechselkosten, desto eher wird ein Wechsel der Geschäftsbeziehung unterbleiben.

## Wirtschaftliche Aspekte
Vor allem sind Verkäufer gegenüber ihren Stammkunden daran interessiert, diese dauerhaft als Kunden zu binden. So entstehen etwa beim Wechsel des Telefonanbieters nicht monetäre Wechselkosten, wenn die alte Telefonnummer nicht übernommen werden kann. Wechselkosten können daher auch als Ausstiegsbarrieren betrachtet werden, die u. U. die Marktstruktur verzerren. Andere Anbieter versuchen dann, die Ausstiegsbarrieren z. B. mit Subventionsangeboten an die noch gebundenen Kunden zu senken. Das ist auch bei Dauerschuldverhältnissen wie Sukzessiv- oder Bierlieferungsvertrag der Fall. Bei allen Bankgeschäften kann ein Dauerschuldverhältnis unterstellt werden, weil es sich bei dem Verhältnis der Hausbank zu ihrem Bankkunden um eine dauerhafte Geschäftsbeziehung handelt, in deren Rahmen wiederkehrende Aufträge veranlasst (etwa Dauerauftrag) und dementsprechende Bankleistungen erbracht werden. Auch sämtliche Versicherungsverträge sind Dauerschuldverhältnisse, weil ein bestimmtes Risiko über einen unbegrenzten Zeitraum hinweg versichert werden soll. Der Bundesgerichtshof (BGH) stufte bereits im November 1953 die Versicherungsleistung als „Dauerleistung“ ein und die Prämienzahlungspflicht des Versicherungsnehmers als „wiederkehrende Leistungen“.